# Талицька сільська рада (Совєтський район)
Та́лицька сільська рада (рос. Талицкий сельский совет) — сільське поселення у складі Совєтського району Алтайського краю Росії.
Адміністративний центр та єдиний населений пункт — село Талиця.

## Населення
Населення — 405 осіб (2019; 531 в 2010, 601 у 2002).